# Catedral de San Francisco de Sales (Oakland)
La catedral de San Francisco de Sales (en inglés: Cathedral of Saint Francis de Sales) fue una iglesia ahora demolida que databa de 1893, y que sirvió como la catedral de la diócesis católica de Oakland en Oakland, California a partir de 1962 hasta que fue dañada en el terremoto de Loma Prieta en 1989.
El arzobispo de San Francisco Joseph S. Alemany estableció en Oakland, a Santa María de la Inmaculada Concepción en 1853. A medida que la población creció en el centro de Oakland, surgió la necesidad de una parroquia nueva que fue abierta en 1887.
La catedral sufrió graves daños el 17 de octubre de 1989 en el terremoto de Loma Prieta. Un año más tarde, el obispo John Stephen Cummins anunció que la estructura tendría que ser derribada debido a que la diócesis no podía permitirse las reparaciones, y en 1993 la catedral fue finalmente demolida. El costo estimado de la reparación y la realización de mejoras sísmicas tanto de San Francisco de Sales y de la Iglesia del Sagrado Corazón, también dañada en el terremoto, fue de $ 8 millones.
Una nueva catedral y parroquia, llamada Catedral de Cristo la Luz, fue construida en otro sitio, a un costo estimado de $ 131 millones. Cristo de la Luz fue consagrada y dedicada por el Obispo Allen Henry Vigneron, el 25 de septiembre de 2008. 